# Rho Orionis
Désignations
Rho Orionis (en abrégé ρ Ori) est une étoile triple de la constellation d'Orion. Elle est visible à l'œil nu avec une magnitude apparente de 4,44. Le système présente une parallaxe annuelle de 9,32 mas mesurée par le satellite Hipparcos, ce qui indique qu'il est situé à approximativement ∼ 350 a.l. (∼ 107 pc) de la Terre. Il s'éloigne actuellement du Système solaire à une vitesse radiale de +40,5 km/s. Il est passé au plus près de la Terre il y a environ 2,6 millions, lorsqu'il n'était distant que de environ 3,1 pc (∼10,1 al).
La composante la plus brillante, désignée Rho Orionis A, est une binaire spectroscopique à raies simples avec une période orbitale de 1 031,4 jours (2,8 ans) et une excentricité de 0,1. Son étoile visible est une géante rouge évoluée de type spectral K1III. Il est estimé qu'elle est 2,67 fois plus massive que le Soleil et âgée d'environ 650 millions d'années. L'étoile est 251 fois plus lumineuse que le Soleil et sa température de surface est de 4 533 kelvins (4 260 °C).
La troisième étoile du système, Rho Orionis B, est une étoile jaune-blanc de la séquence principale de type spectral F7V et de magnitude apparente 8,50. En 2023, elle était située à une distance angulaire de 6,9 secondes d'arc et à un angle de position de 64° de Rho Orionis A.